# Massimo Martelli
Massimo Martelli (* 27. Juni 1957 in Bologna) ist ein italienischer Regisseur.

## Leben
Martelli machte sich einen Namen als Theaterregisseur durch Inszenierungen von La vita è un lampo, Tutti all'opera und Odissea dei Ruggeri, bevor er 1992 mit dem mittellangen Film Per non dimenticare das Medium wechselte. In den Folgejahren inszenierte er einige Fernsehfilme und 1995 bzw. vier Jahre später zwei in Afrika gedrehte Kinofilme, die die Probleme des Kontinents mit Mitteln der Komödie aufarbeiteten. Nach Il segreto di successo aus dem Jahr 2003 wandte sich Martelli Fernsehserien zu, bevor er 2011 mit Bar Sport in die Kinos zurückkehrte.

## Filmografie (Auswahl)
- 1992: Per non dimenticare
- 1999: Muzungu
- 2011: Bar Sport